# 調布市花火大会
調布市花火大会（ちょうふしはなびたいかい）は、調布市の多摩川河川敷で行われる花火大会である。2014年からは「映画のまち調布花火」として開催されている。
多摩川河川敷で行われるその他の花火大会については「多摩川花火大会一覧」を参照。

## 歴史
1933年（昭和8年）開始。1936年8月15日には「納涼花火大会」として開催、京王電気軌道（現：京王電鉄）とタイアップした「京王線キャンペーン」を行った。当選標語は「涼しい花火は…涼しい電車で！！」。1937年に太平洋戦争の影響により中止された。
戦後に復活し、1954年（昭和29年）に第1回「全日本輸出振興煙火競技大会」として開催。1967年（昭和42年）7月29日の第14回大会まで、毎年7月または8月に開催された。日本煙火競技連盟と調布市観光協会の主催であった。
1968年（昭和43年）は京王相模原線建設に伴い、京王多摩川駅を移設し高架駅とする駅改良工事の影響で中止。翌1969年には開催環境が整わずそのまま中止された。周辺の都市化などの影響もあった。
1980年、多摩川の灯篭流しが14年ぶりに復活。翌1981年7月18日には灯篭流しの余興として花火の打ち上げが復活した。
これを契機に、1982年（昭和57年）から「調布市花火大会・多摩川灯篭流し」として復活、同年7月18日に第1回を開催した。
1988年8月5日の第7回からは、二ヶ領上河原堰の上流（多摩川会場）と下流（布田会場）の2箇所での打ち上げが開始された。
1989年8月3日の第8回からは「調布市花火大会」と改称した。
2001年は8月22日開催予定だったが、平成13年台風第11号の影響で中止となり、要望を受けて秋に延期し10月27日に開催。灯篭流しがセットで行われた最後の大会となった。
2003年7月20日の第22回から、音楽に合わせて花火を打ち上げる「ハナビリュージョン」が登場。FC東京のサポーターソングや映画音楽、『ゲゲゲの鬼太郎』など調布市にゆかりのある楽曲をテーマに流している。
2010年7月24日の第29回までは毎年開催してきたが、2011年は東日本大震災の影響で中止。2012年10月20日の第30回より再開し、同年は多摩川河川敷の工事により秋の開催となった。
2013年8月24日の第31回は、味の素スタジアムがメイン会場となった第68回国民体育大会開催を記念し「スポーツ祭東京2013開催記念」として開催。2014年8月24日の第32回は「映画のまち調布“夏”花火2014」として開催し、以降は「映画のまち調布」を冠している。2015年8月22日の第33回は市制施行60周年記念として開催された。2016年8月21日の第34回は、名誉市民にも選ばれた漫画家・水木しげるが前年11月30日に逝去したことを偲び、『ゲゲゲの鬼太郎』の音楽に乗せてキャラクターを描いた花火を打ち上げた。
2017年10月28日の第35回は平成29年台風第21号の影響で中止、順延はなかった。2018年10月27日の第36回、2019年9月7日の第37回は予定どおり開催され、2019年の「ハナビリュージョン」第1部ではラグビーワールドカップ2019と、翌2020年に開催予定であった東京オリンピック・パラリンピックをテーマとしていた。
2020年は新型コロナウイルス感染症流行の影響で中止された。悪天候などでなく当初から中止が発表されるのは、東日本大震災の影響で中止された2011年以来となる。同様の理由で2021・22年も中止となったが、2023年9月24日開催の第38回から再開している。

## 開催
- 日時：不定。2003年から2006年の間はおおむね7月20日前後の土曜日・日曜日に行われていたが、それ以前と以降は7月から10月まで非常に流動的に開催されている。2013年以降は8月下旬の開催が多い。2015年は世田谷たまがわ花火大会と同日。2017年は秋の10月に開催となった[4]。
- 時間：18:30 - 19:30（9・10月開催時は時間が1時間から1時間30分程度早まる）
- 会場：多摩川の京王相模原線鉄道橋付近の下流河川敷、二ヶ領上河原堰堤を挟んで上流側の「京王多摩川会場」と下流側の「布田/国領会場」の2か所。2012年は花火打ち上げ会場が「布田/国領会場」のみとなる。両会場間の河原、土手は立入禁止となる。
- 観覧席：調布市側には有料席も設置される。主催者により、京王多摩川会場に無料の一般席、布田・国領会場に有料席および無料の一般席が設置される。電気通信大学所有のグラウンドも有料席として開放される。いずれも当日朝まで場所取りは禁止。

## 特徴と演目
- 打ち上げ数 - 2001年、2008年から2010年には、12,000発の花火が打ち上げられた。
- ノンストップ打ちっぱなし - 打ち上げスタートからフィナーレまで、途切れることなく花火の打ち上げが続く多摩川の花火大会にほぼ共通するスタイル。大きな演目の合間にも、途切れなく単発打ち上げが行われる。提供スポンサーなどの読み上げも、花火の打ち上げの最中に平行して行われる。
- ハナビリュージョン - 音楽に合わせて打ち上げられるコンピュータ制御のスターマイン。楽曲は前述のとおり、映画音楽や調布市にゆかりのある楽曲などを中心に選曲される[1]。
- ナイアガラ - 多摩川を横断して行われる仕掛け花火。人気プログラムであったが2008年からは行われていなかった。2015年に再開、中止された2017年にも予定されていた。

### 過去の演目
- 尺玉100連発 - 1991年 の第10回大会から実施された[1]。花火大会復活10周年記念として全国初の「尺玉100連発」を開始[1]。3秒に1発のペースで5分間、尺玉（10号玉）を打ち上げる[1]。尺玉のみによる単発打ち上げで、単純に1発ずつ大玉花火を鑑賞して行くスタイル。布田会場近くの土手上に住宅地ができたことに伴い廃止された。

### 川崎市側多摩川河川敷
風向きの影響でほぼ例年調布側に煙が流れるため、純粋に花火を楽しむなら川崎市側が良いと言われるが、屋台や仮設トイレといった設備はあまり整っていない。河原は一部立入禁止になる。

## アクセス方法

### 調布市側
花火大会開催時には、京王バス・小田急バスの増発便も運行される。
調布駅からの路線バスは、交通規制の影響により夕方から運行しなくなった。

#### 京王多摩川会場
- 京王相模原線京王多摩川駅から徒歩約7分。

#### 布田・国領会場
- 京王線調布駅から徒歩またはバス。多摩川住宅西行き、日活撮影所バス停下車。
- 京王線布田駅から徒歩30分。
- 小田急線狛江駅からバス。多摩川住宅中央行き、多摩川住宅南口バス停下車。ここから徒歩。

#### 電通大グラウンド
- 京王線調布駅から徒歩またはバス。多摩川住宅西行き、電通大グラウンド前バス停下車。

### 川崎市側
- 南武線中野島駅から徒歩。
- 南武線稲田堤駅から徒歩。
- 京王相模原線京王稲田堤駅から徒歩。

## 臨時列車など
花火大会終了後、京王電鉄京王相模原線、JR東日本南武線で臨時列車が運行される。2010年までは京王線布田駅に特急、準特急、急行、快速が臨時停車していたが、2012年以降は京王多摩川駅に臨時停車した。

### 京王相模原線
京王多摩川駅に、15時台頃から2012年までは急行、2013年・2014年・2015年は特急、2016年は準特急が臨時停車した。2017年も準特急が臨時停車する予定である。
2012年は、各駅停車調布行きのつつじヶ丘までの延長と快速へ種別変更、若葉台始発急行つつじヶ丘行、つつじヶ丘始発快速橋本行の運行が行われた。2013年は、都営10-300形8両編成を使用した各駅停車本八幡行きが1本、京王車10両編成を使用の特急新宿行き2本、快速若葉台行きが運行された。
2014年・2015年は、つつじヶ丘始発快速京王多摩センター行き、京王稲田堤始発快速つつじヶ丘行きが運行された。2016年は、臨時列車は上りのみの運行となり、京王稲田堤発急行桜上水行きが1本、京王稲田堤発急行新線新宿行きが3本運行された。桜上水行きは都営10-000形8両編成を使用し、新線新宿行きは京王9000系30番台（9030系）10両編成を使用した。
2017年は、下り臨時列車が復活し、開催前・開催中にも臨時列車が運行される予定。開催前・開催中に調布始発各駅停車若葉台行きが2本、開催後に調布始発各駅停車京王多摩センター行きが3本、京王稲田堤発急行新線新宿行きが3本運行される予定である。2018年は、開催後に臨時列車が上下各3本運行される予定。上りの臨時列車は京王稲田堤発急行新宿行きで、下りの臨時列車は調布発各駅停車京王多摩センター行きである。

### 南武線
立川発武蔵中原行と登戸発立川行が運行されている。

## 中継
テレビはJ:COM（調布・狛江を中心に、小金井・国分寺・府中、西東京、など近隣のエリア）がJ:COMチャンネルで、ラジオはコミュニティFMの調布FMで中継。

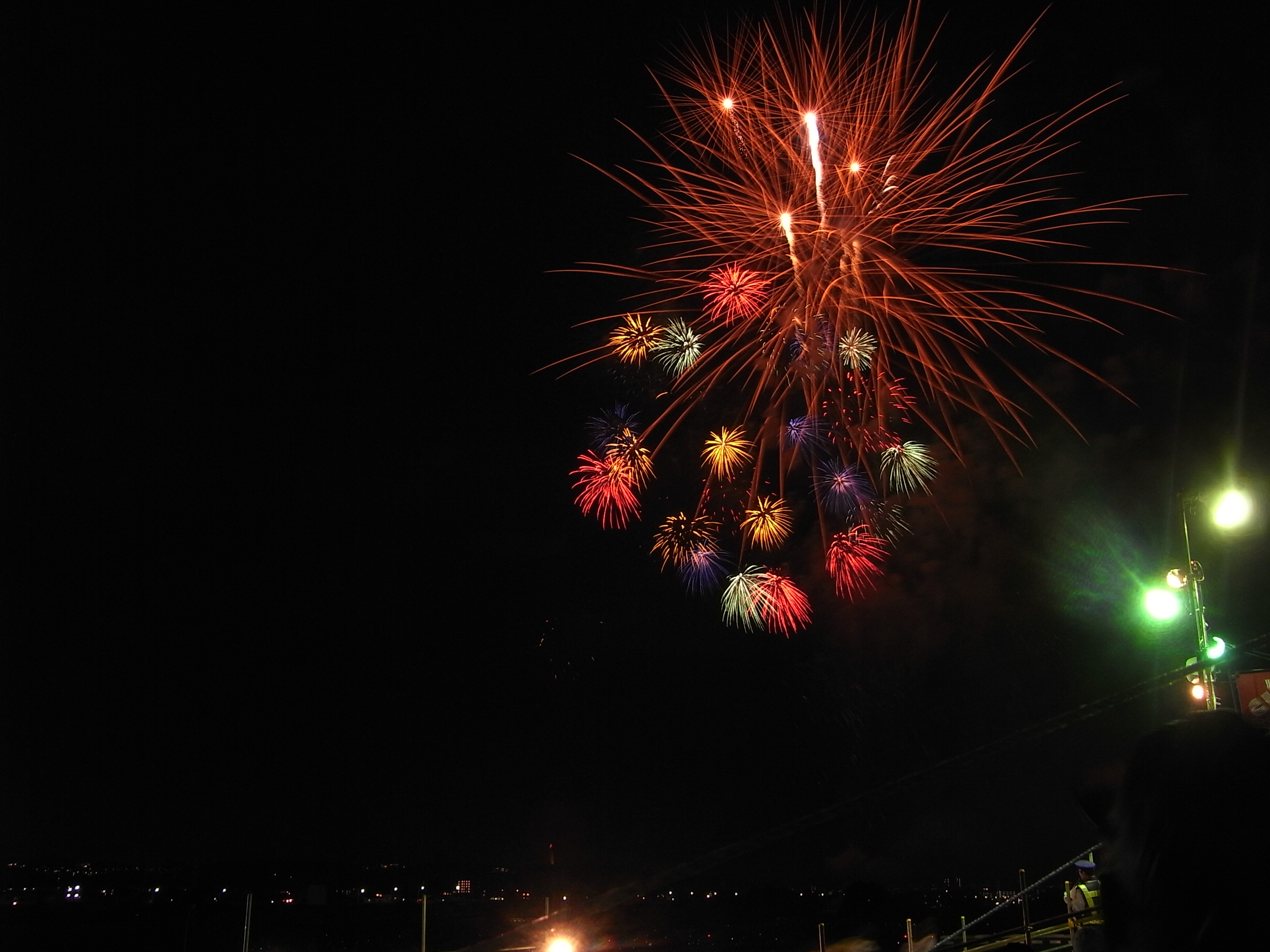
調布市花火大会（2009年7月18日撮影）
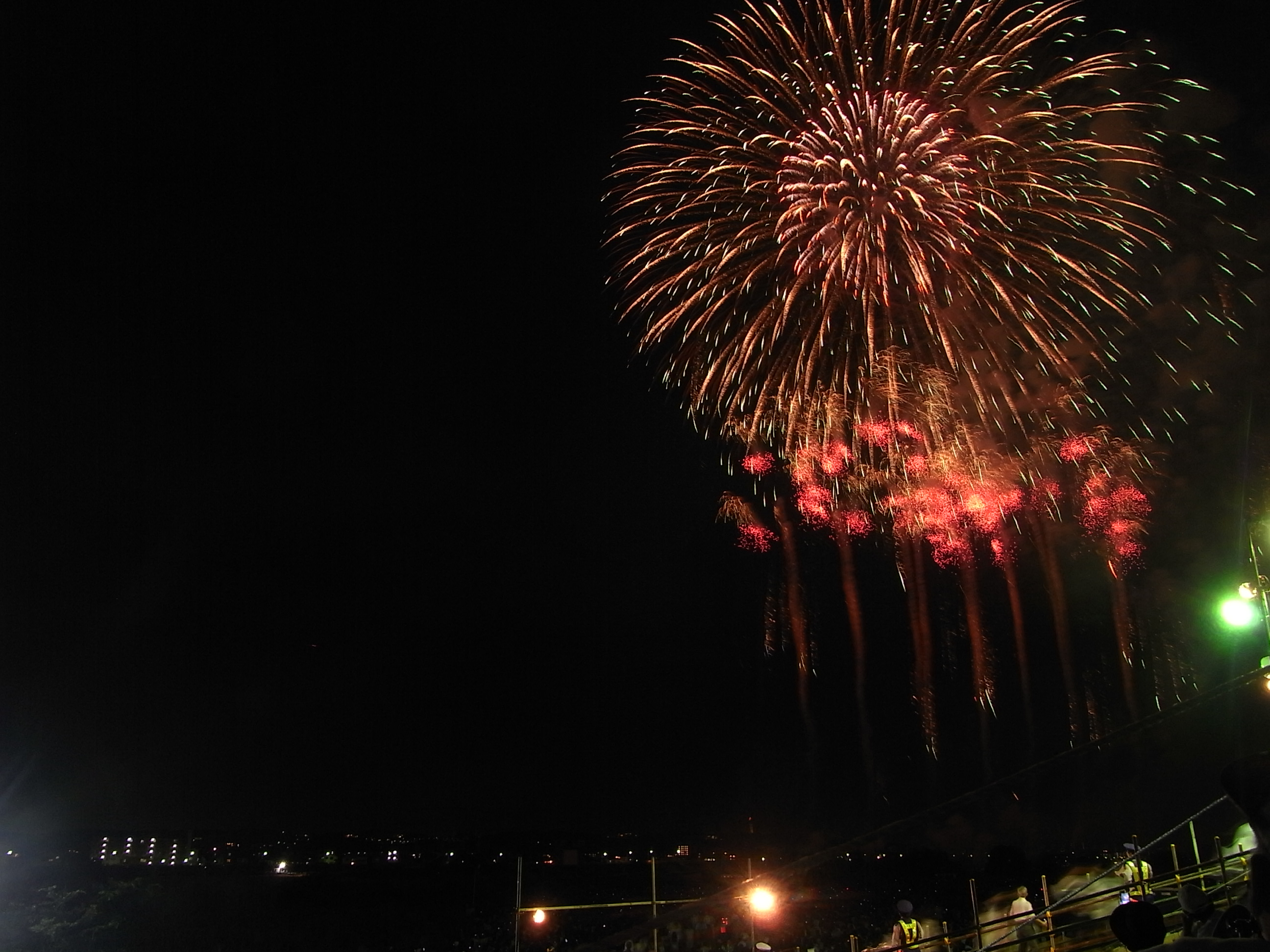
同左（2009年7月18日撮影）
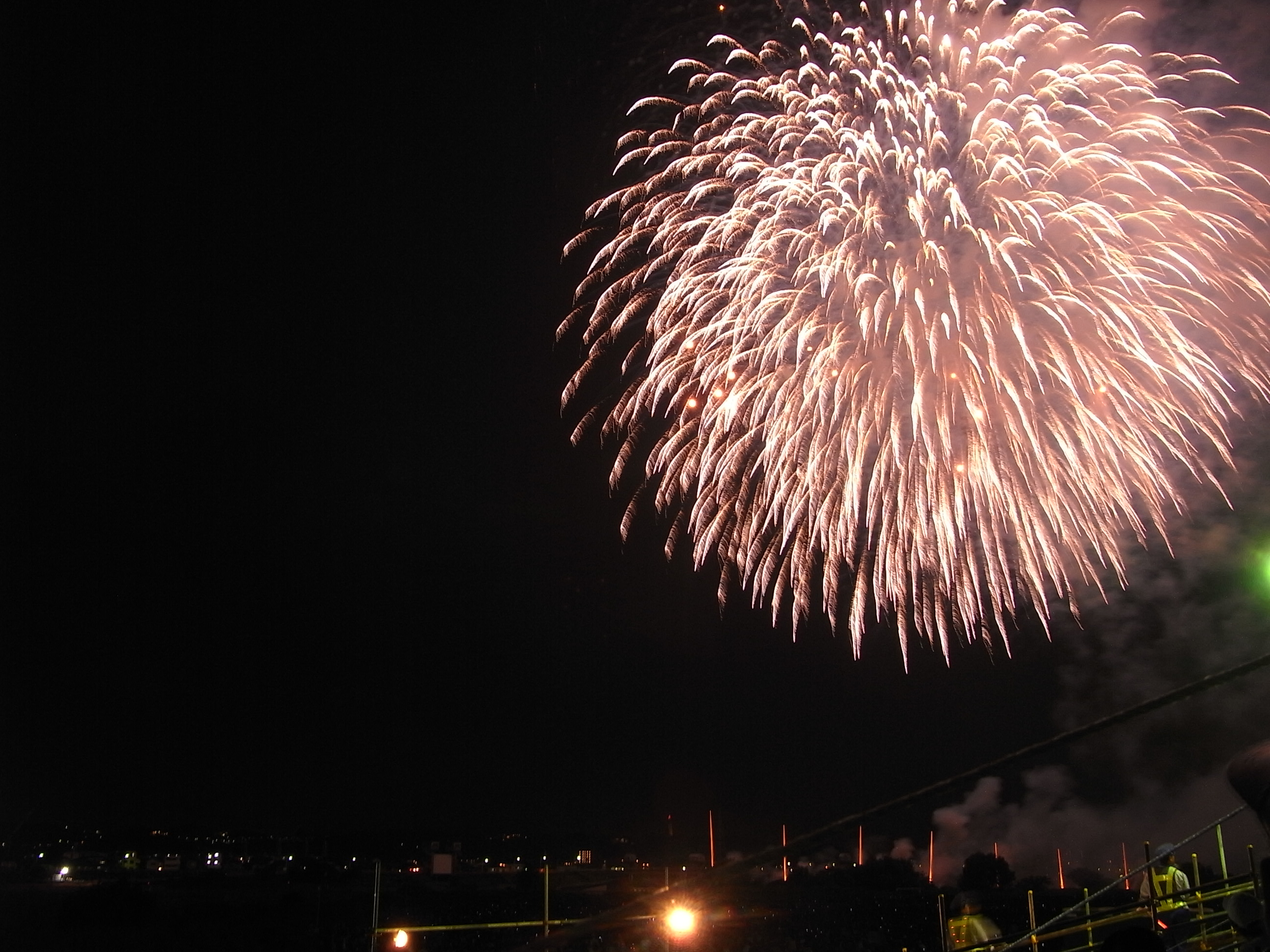
同左（2009年7月18日撮影）